# Vranica
Vranica är en bergskedja i Bosnien och Hercegovina.   Den ligger i entiteten Federationen Bosnien och Hercegovina, i den centrala delen av landet, 60 km väster om huvudstaden Sarajevo.
I omgivningarna runt Vranica växer i huvudsak blandskog. Runt Vranica är det ganska tätbefolkat, med 93 invånare per kvadratkilometer.